# Helicophanta
Genre
Helicophanta est un genre de mollusques gastéropodes Pulmonata terrestres de la famille des Acavidae elle-même classée dans la super-famille des Acavoidea de l'ordre des Stylommatophora et du sous-ordre formant un groupe informel des Sigmurethra.

## Espèces

Helicophanta amphibulima
Helicophanta betsiloensis
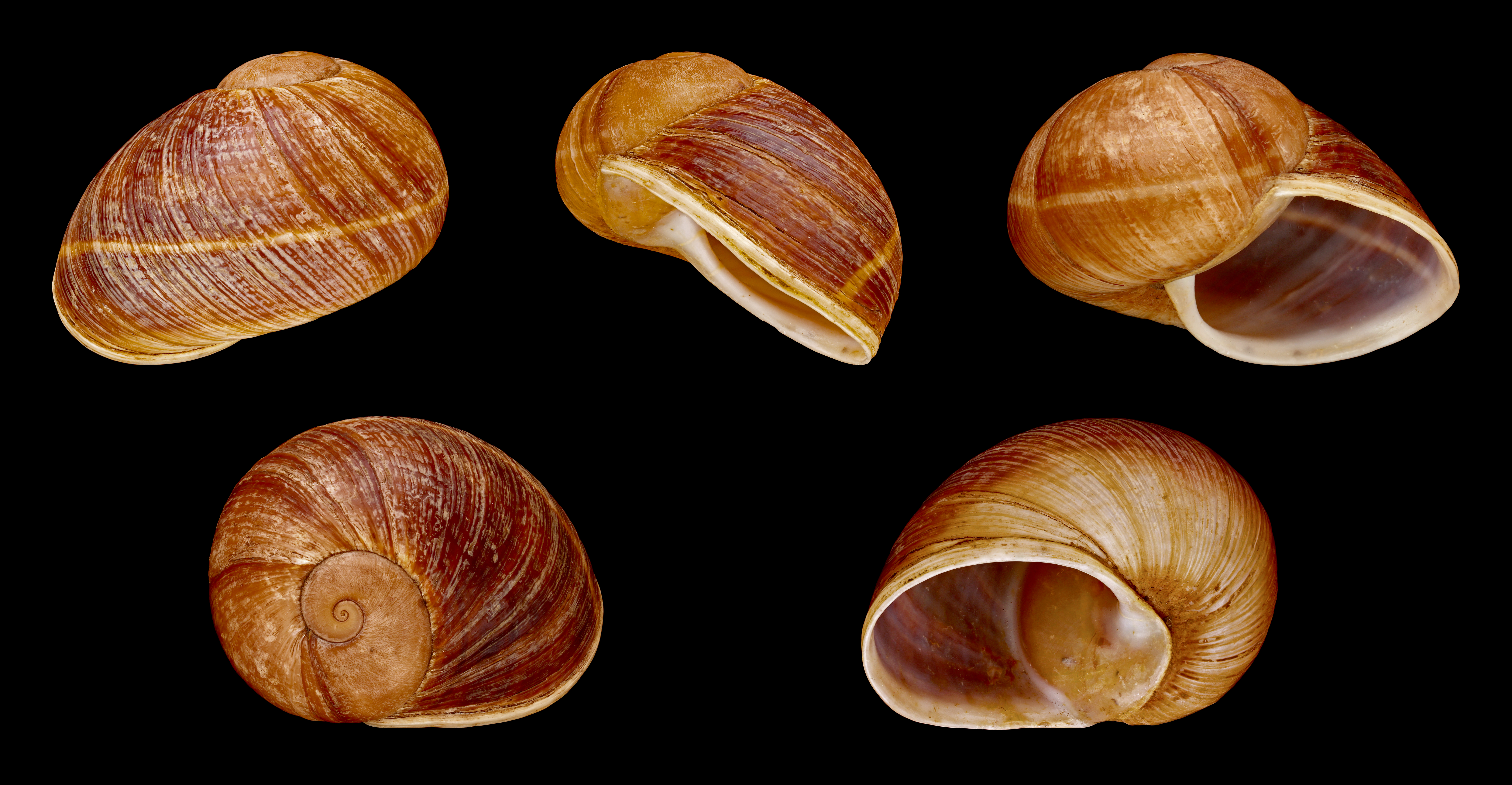
Helicophanta bicingulata
Helicophanta falconeri
- Helicophanta farafanga
- Helicophanta geayi
- Helicophanta gloriosa
- Helicophanta goudotiana
- Helicophanta guesteriana
- Helicophanta ibaraoensis
- Helicophanta magnifica
- Helicophanta oviformis
- Helicophanta petiti
- Helicophanta socii
- Helicophanta souverbiana
- Helicophanta vesicalis

- Helicophanta bicingulata
- Helicophanta geayi
- Helicophanta gloriosa
- Helicophanta vesicalis

## Source
- Philippe Bouchet & Jean-Pierre Rocroi: Part 2. Working classification of the Gastropoda. Malacologia, 47: 239-283, Ann Arbor 2005,  (ISSN 0076-2997)